# Герб Буряків
Герб Буряків затверджений рішенням Буряківської сільської ради Бердичівського району Житомирської області.

## Опис герба
На зеленому полі золоте перекинуте вістря, на якому три червоних буряки з зеленим листям, два і один. Обабіч — по срібному розширеному хресту. Щит розташований у золотому картуші, верхня половина якого еклектична, а нижня утворена з колосків, унизу якого на золотій стрічці чорними літерами — «Буряки», під стрічкою чорними цифрами — 1776. Щит увінчаний золотою сільською короною.
Автор — В. Сватула, зобразив О. Маскевич.